# Stock-im-Eisen-Platz
La Stock-im-Eisen-Platz (« place du tronc en fer ») est un espace public situé dans le centre-ville de Vienne en Autriche. La place historique est aujourd'hui à l'angle de la rue Graben et de la Kärntner Straße et constitue un prolongement de la Stephansplatz sur laquelle se dresse la cathédrale Saint-Étienne (Stephansdom).

## Présentation

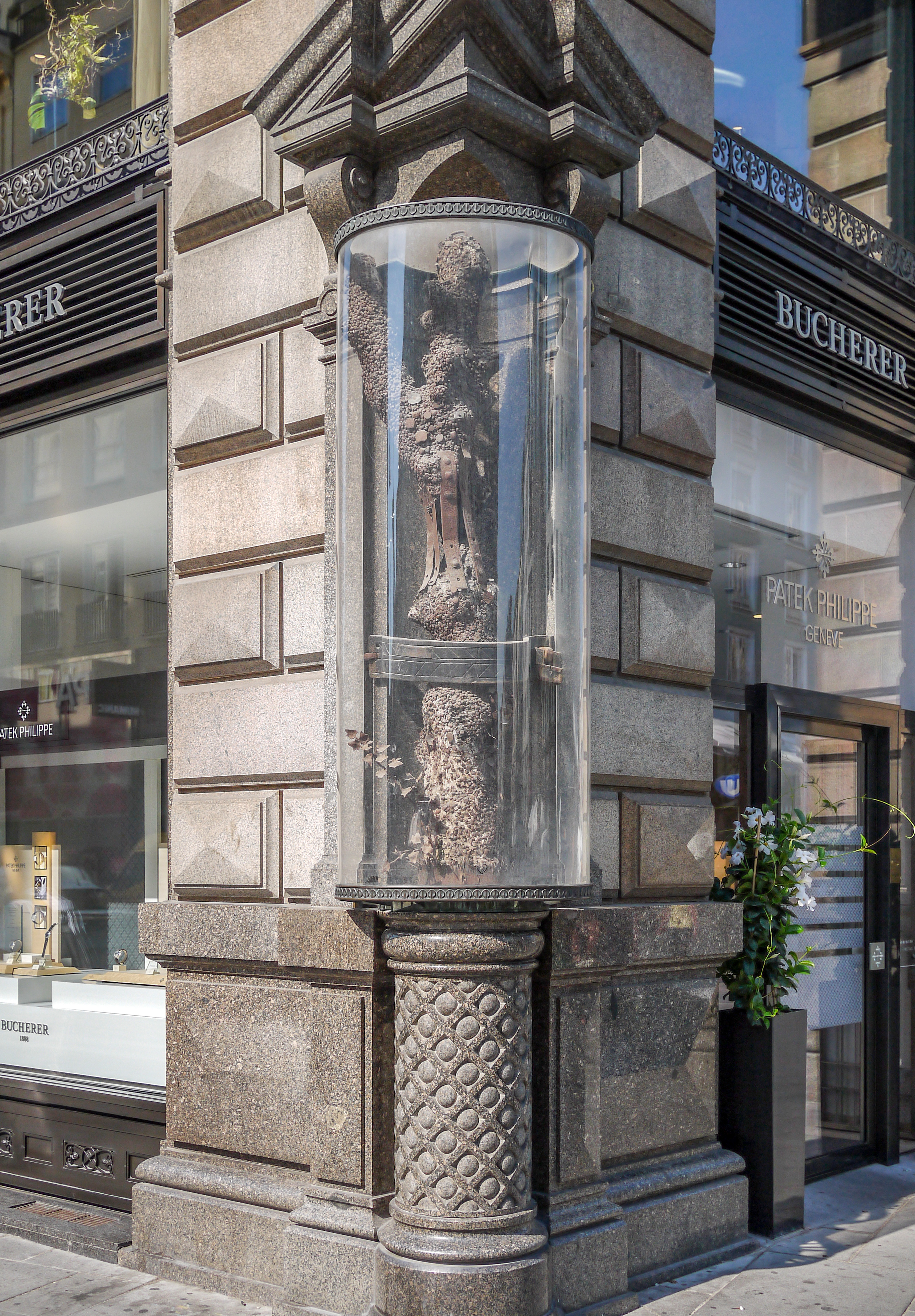
Le Stock-im-Eisen.

Connue depuis le XVIIe siècle, la place doit son nom au Stock-im-Eisen, qui désigne la partie médiane d'un tronc d'arbre sur lequel furent plantés des centaines de clous ex-votos depuis la période du Moyen Âge, en guise d'offrandes faites à un dieu ou une divinité en demande d'une grâce ou d'une requête et en remerciement d'une grâce ou d'une action obtenue. Le Palais Équitable, situé au no 3, qui a été construit sur le site en 1891, intègre le Stock-im-Eisen dans une niche. 
Autrefois, l'espace était séparé du Graben à l'ouest par une rangée de maisons qui ont été démolies vers la fin du XIXe siècle. La place est le point de départ de la Kärntner Straße, l'artère commerciale la plus fréquentée du centre-ville. Elle est desservie par la station Stephansplatz de la ligne U1 et ligne U3 du métro de Vienne.

## Caractéristiques
La section du tronc est de 2,19 mètres de haut et est maintenue en place par cinq bandes de fer. Le fer porte la date de 1575 et les initiales HB, sans doute pour Hans Buettinger, à ce temps le propriétaire de la maison, qui avait placé le fer. Le tronc est un épicéa qui a commencé à se développer autour de 1400 et a été abattu vers 1440, comme cela a été révélé par un examen en 1975. Les premiers clous ont été insérés tandis que l'arbre était encore en vie (donc avant 1440).
Aujourd'hui, on ne connaît pas précisément le motif initial du clouage ; il est néanmoins probable qu'il s'agissait d'une offrande votive. Au XVIIIe siècle, la corporation des forgerons avait pris l'habitude de planter également des clous, coutume qui demeure répandue en Hongrie et en Roumanie (Transylvanie).